# Шаталова Галина Сергіївна
Галина Сергіївна Шаталова (13 жовтня 1916, Асхабад, Закаспійська область — 14 грудня 2011, Підмосков'я) — російська лікарка-нейрохірургиня, кандидатка медичних наук; популяризаторка здорового способу життя, авторка міжнародно відомої Системи природного оздоровлення. Лауреатка премії імені Бурденка (1951).

## Біографія
Народилась 13 жовтня 1916 року. З 15 років розпочала свій трудовий шлях. Вступила до Ростовського медичного інституту, закінчила його і була залишена в ординатурі хірургічної клініки інституту.
В 1939 році, з початком військових дій на Карельскому перешийку, була призвана в армію, де стала військовою хірургинею. Учасниця Другої світової війни з першого до останнього дня як військова хірургиня, завідувачка відділенням госпіталю.
Після війни працювала нейрохірургинею у Центральному Інституті нейрохірургії Академії Наук СРСР. Кандидатка медичних наук. Авторка багатьох книг і великої кількості публікацій.
У 60-ті роки працювала в Інституті космічних досліджень АН СРСР начальницею сектору відбору та підготовки космонавтів.
Організаторка і учасниця успішних екстремальних багатоденних піших переходів по Каракумам, Алтаю, Тянь-Шаню і Паміру.
Галина Шаталова померла 14 грудня 2011 року на 96-му році життя.